# Gough Island
Gough [gɔf-] (også betegnet som Gonçalo Álvares) er en høj vulkansk ø i det sydlige Atlanterhav, som hører til øgruppen Tristan da Cunha. Den ligger cirka 400 km sydøst for Tristan da Cunha og tilhører det Britiske oversøiske territorium St. Helena, Ascension og Tristan da Cunha. Øen har siden 1995 været på UNESCOs Verdensarvsliste. 1976 blev øen fredet.
Øen ligger cirka 2778 km fra Kapstaden i Sydafrika og cirka 3333 km fra det sydamerikanske fastland.

## Geografi
Øen er 65 km² stor, 13,9 km lang og op til 8 km bred. Dens højeste punkt er det 910 m. høje Edinburgh Peak. På grund af øens beliggenhed i det såkaldte Roaring Forties ("de brølende fyrrere"), som er et havområde på den sydlige halvkugle mellem 40. og 50. breddegrad, blæser der næsten hele året en stærk vestenvind og den gennemsnitlige nedbør er 3397 mm, lufttemperaturen er i gennemsnit for hele året på 11,9 °C.
Omkring Gough Island ligger holmene: Southwest Island, Saddle Island, Tristiana Rock, Isolda Rock, Round Island og Cone Island.

## Historie
Øen blev opdaget i 1505 eller 1506 af den portugisiske søfarer Gonçalo Álvares, men positionen blev ikke i første omgang nøjagtig bestemt. Det lykkedes først i 1731, da den britiske kaptajn Charles Gough genopdagede øen, som også er opkaldt efter ham. De første mennesker betrådte øen i 1675, da den engelske købmand Anthony de la Roché med sit skib kom ud af kurs på grund af et uvejr.
I 1800-tallet blev øen i korte perioder benyttet som base for hval- og sælfangere. Den første videnskabelige ekspedition blev først gennemført i 1904.
I 1956 byggede Sydafrika en vejrstation på øen, som også er i brug i dag. Den drives som en del af den sydafrikanske vejrtjeneste. Oprindeligt var stationen placeret ved The Glen, men flyttede i 1963 til det sydvestlige lavland på øen, hvor vejrobservationer er mere nøjagtige. Hvert år ankommer et nyt hold til vejrstationen for at udføre videnskabelig forskning. Det nye team erstatter det foregående og sikrer dermed en kontinuerlig menneskelig tilstedeværelse på øen.
Et hold består normalt af tre meteorologer, en radiotekniker, en læge, en dieselmekaniker og af og til en biolog. Stationen forsynes med proviant til et år. Mennesker og fragt, landes med helikopter fra et forsyningsskib med helikopterdæk, eller fra en kran på en klippe i nærheden af stationen.

## Natur
Øen er kendt for at være et af de mest minimalt påvirkede økosystemer i verden og som en af de bedste rugepladser for søfugle i Atlanterhavet. Øen er tilholdssted for næsten hele verdensbestanden af tristansk albatross (Diomedea dabbenena), og hjemsted for de to Endemiske fuglearter: Gough-rørhøne (Gallinula comeri) som ligner den europæiske Grønbenet rørhøne og Gough-finken (Rowettia goughensis), som i løbet af sin levetid ændrer sit udseende betragteligt. I de første to år har den en beigebrunt fjerdragt med markante sortbrune striber. Senere bliver den relativ olivengrøn.

## Galleri
- Relief kort
- Beliggenheden i Atlanterhavet
- Satellit kort
- Klimadiagram fra Gough
- Gough Island
- Øen har en lav træbevoksning